# Olenecamptus siamensis
Olenecamptus siamensis är en skalbaggsart som beskrevs av Stephan von Breuning 1936. Olenecamptus siamensis ingår i släktet Olenecamptus och familjen långhorningar.
Artens utbredningsområde är Myanmar. Inga underarter finns listade i Catalogue of Life.